# ハンス・ジェニー
ハンス・ジェニー（Hans Jenny, 1904年8月16日 - 1972年6月23日）は、スイスの医師、物理学者。ハンス・イェニーとも記される。サイマティクスの創始者であり、音による波動現象を、「無秩序なカオスではなく、動的で秩序だったパターンによるもの」だと結論付けた。

## 生涯

### 生い立ち
1904年8月16日、スイスのゾロトゥルン州にあるドルナッハで、人智学を深く信奉していたビジネスマンの、父ヤコブジャンMと、同じくそれを信奉していた母マリア・シュスター・オイリュトミーとのあいだに生まれた。バーゼルの高校で自然科学と医学を学ぶが、その間にルドルフシュタイナーによって設立された人智学に出会い、その後の彼の研究に大きく影響を与える出来事となった。大学で博士課程修了後、チューリッヒのルドルフ・シュタイナー学校で4年間科学の教授として教壇に立った後、ドルナッハで開業医として働く事となる。

### 人智学との出会い
14歳の時、鳥類観察の遠足に出かけたジェニーは、ドルナッハにあるルドルフシュタイナーの考えと指導の下に建てられた、木造建築である第1ゲーテアヌムに目にした。その構造に魅了された彼は、しばらくして、両親が入っていた人智学の小さなグループに加わり、シュタイナー主導のツアーに参加するなどしながら、人智学への関心を強めていった。以来、彼の研究理念には人智学に対する考えが強く表れており、実際ジェニーの本には「ルドルフ・シュタイナーの記憶と研究に捧げられています」と記されている。
1972年6月23日、スイスのドルナッハにて、死去。

## 事績

### サイマティクスの父
ジェニーは、1967年に、音の振動が液体、粉体およびコロイド溶液に与える一連の影響およびクラドニパターンをまとめた本「サイマティクス」(独:Kymatik)刊行した。本の中には、彼の発明品であるトノスコープを利用して得られて数々のパターンが記録されている。
1972年にはその第二巻を刊行した。

### トノスコープの発明
ジェニーは波動現象を研究するために、自らトノスコープ名付けた音の視覚的に観察することができる実験機器を発明した。この実験機器は、筒状の入れもの蓋をするように膜を広げ、その上に石英砂をまくことにより、膜の上のそれが振動することで、様々な音が発する固有振動の節を可視化することができる。

## 著作(ドイツ語)
- Der Typus /1954年[6]
- Das Gesetz der Wiederholung  /1962年[6]
- Kymatic Volume 1 /1967年[6]
- Tierlandschaften /1968年[6]
- Kymatic Volume 2 /1972年[6]